# Hadzia pachypoda
Hadzia pachypoda is een vlokreeftensoort uit de familie van de Hadziidae. De wetenschappelijke naam van de soort is voor het eerst geldig gepubliceerd in 1982 door Ruffo.